# Segusino
Segusino är en ort och kommun i provinsen Treviso i regionen Veneto i Italien. Kommunen hade 1 877 invånare (2018).